# Notophthiracarus feideri
Notophthiracarus feideri är en kvalsterart som först beskrevs av Balogh och Ciszár 1963.  Notophthiracarus feideri ingår i släktet Notophthiracarus och familjen Phthiracaridae. Inga underarter finns listade i Catalogue of Life.